# 폴로늄화 리튬
폴로늄화 리튬(Lithium polonide)은 화학식 Li2Po를 가지고 있는 리튬과 폴로늄 간의 화합물이다. 폴로늄화합물이며 매우 화학적으로 안정되어 있다.

## 합성
폴로늄화 리튬은 산화·환원 반응을 통해 생산된다고 추측한다. 수분을 함유한 폴로늄화 수소와 리튬 금속 간 또는, 폴로늄화 수소의 산-기반 반응과 강한 리튬을 함유한 베이스를 사용한다.
H2Po + 2 Li → Li2Po + H2
이것은 리튬과 폴로늄을 300℃~400℃로 가열할 때도 발생한다고 추측된다.

## 결정구조
폴로늄화 나트륨처럼 폴로늄화
리튬은 역형석 구조를 가지고 있다.